# 질식: 어느 섹스 중독자의 초상
《질식: 어느 섹스 중독자의 초상》(영어: Choke)는 2008년 미국의 블랙 코미디 영화이다. 척 팔라닉의 소설 《질식》을 원작으로 클라크 그레그가 직접 각색하고 연출하였다. 샘 록웰이 주인공 빅터 맨시니를 연기했다. 2008년 1월 선댄스 영화제에서 공개되었고 그해 9월 미국에서 개봉하였다. 대한민국에는 DVD로만 출시되었다.

## 출연진
- 샘 록웰 - 빅터 맨시니
  - 조나 보보 - 어린 빅터
- 앤젤리카 휴스턴 - 아이다 맨시니
- 켈리 맥도널드 - 페이지 마셜
- 브래드 윌리엄 헹키 - 데니
- 파스 데라우에르타 - 니코
- 길리언 제이컵스 - 체리 데이퀴리 / 베스
- 클라크 그레그 - 찰리
- 비주 필립스 - 어설라
- 조엘 그레이 - 필